# Stefan van Dijk
Stefan van Dijk (Honselersdijk, Holanda Meridional, 22 de enero de 1976) es un exciclista neerlandés. Debutó como profesional en 2000 y su mayor éxito fue ganar el Campeonato de Holanda en Ruta en 2002. También ha acabado en segunda posición del UCI Europe Tour en 2005 y 2010.

## Biografía
Stefan van Dijk se convirtió en profesional en 2000 en el equipo alemán Team Colonia. Después de una primera temporada sin victorias, se unió a la escuadra holandesa  Bankgiroloterij. Obtuvo buenos resultados y demostró ser un buen velocista, ganando la Vuelta a Holanda del Norte y una etapa de la Vuelta a los Países Bajos. El prestigioso equipo belga  Lotto lo fichó después de estos buenos resultados. Van Dijk permaneció allí durante tres temporadas, y ganó entre otros el Omloop van de Vlaamse Scheldeboorden, etapas de la Vuelta a Dinamarca, el Tour de Picardie y la Tour de Catar. Además adquiere el título principal de su carrera en 2002 con la victoria en Róterdam del Campeonato de Holanda en Ruta.
En 2005, Stefan Van Dijk firmó por el equipo Mr.Bookmaker.com. Ganó varias carreras y consigue colarse en varios podiums importantes de la UCI Europe Tour, como la París-Bruselas, el G. P. de Fourmies o el Gran Premio de Isbergues. Aunque su equipo no es miembro de la ProTour, tiene invitaciones para ciertos eventos, lo que hace que Van Dijk aproveche para ganar una etapa del Tour del Benelux ante los velocistas más importantes del pelotón, y obtiene un buen lugar en la París-Tours quedando undécimo. Con esta actuación, terminó la temporada en el segundo lugar del UCI Europe Tour, por detrás del  brasileño Murilo Fischer.
Está muy buena temporada fue empañada por una suspensión de un año, cuando fue declarado culpable de evadir un control antidopaje en su casa.
No fue aceptado por su equipo, ahora llamado  Unibet.com, volviendo a competición en 2007 en el equipo alemán Wiesenhof. No logró ganar una carrera en esa temporada, pero a menudo estuvo cerca de la victoria en los eventos holandeses, como por ejemplo la Veenendaal-Veenendaal (2.º), el Delta Profronde, el Tour de Rijke, o los Tres Días de Flandes Occidental. Terminó esta vez en cuarto lugar en el UCI Europe Tour.
Desde 2009, corre en el equipo belga Verandas Willems, y en noviembre de 2013 fue suspendido por ocho años por dopaje reincidente al haber usado ozonoterapia. El ciclista ya había anunciado su retirada del ciclismo al término de esa temporada.

## Palmarés
| 2001 - Vuelta a Holanda Septentrional - 1 etapa de la Vuelta a los Países Bajos 2002 - Campeonato de los Países Bajos en Ruta - 2 etapas del Gran Premio Erik Breukink - Circuit de l'Escaut - 1 etapa de la Vuelta a Dinamarca 2003 - Delta Profronde - Le Samyn - 1 etapa del Tour de Picardie - 1 etapa del Tour de Catar - 2.º en el Campeonato de los Países Bajos en Ruta 2004 - Vuelta a Holanda Septentrional - 1 etapa del Tour de Picardie - Dwars door Gendringen - Circuit de l'Escaut | 2005 - 1 etapa de la Vuelta a Bélgica - 1 etapa del Tour del Benelux - Tour de Frise - Tour de Rijke 2008 - 1 etapa de la Estrella de Bessèges 2010 - Memorial Arno Wallaard - Omloop der Kempen - Gran Premio de la Villa de Zottegem - Circuito de Houtland - 1 etapa del Tour de Valonia 2011 - 1 etapa de la Ruta del Sur |